# Kandor (fumetto)
Kandor è una città immaginaria dei fumetti DC Comics. Nella finzione è situata sul pianeta Krypton, ed è stata miniaturizzata e imbottigliata dal supercriminale Brainiac.

## Storia

### Versione Silver Age
Kandor venne inizialmente introdotta come capitale di Krypton che venne rimpicciolita e rubata da  Brainiac, alcuni anni prima della distruzione del pianeta.  Superman scoprì la città in possesso di Brainiac quando l'androide giunse sulla Terra per rimpicciolire e rubare altre città e gliela sottrasse, custodendo la città kryptoniana nella Fortezza della solitudine mentre cercava di trovare un modo per ripristinarla alla sua normale dimensione. In cambio, i Kandoriani ricompensarono il supereroe con un posto in cui era un ospite di riguardo, veniva assistito quando richiesto da diversi professionisti e in alcuni occasioni veniva anche accompagnato all'esterno dalla Superman Emergency Squad.
Alla fine Superman riuscì a riportare la popolazione a statura normale ed essi si insediarono su un altro pianeta che girava intorno a un sole rosso. I Kandoriani decisero di chiamare il loro nuovo pianeta Rokyn, che in Kryptoniano significa "regalo da Dio".